# Spark Matsunaga

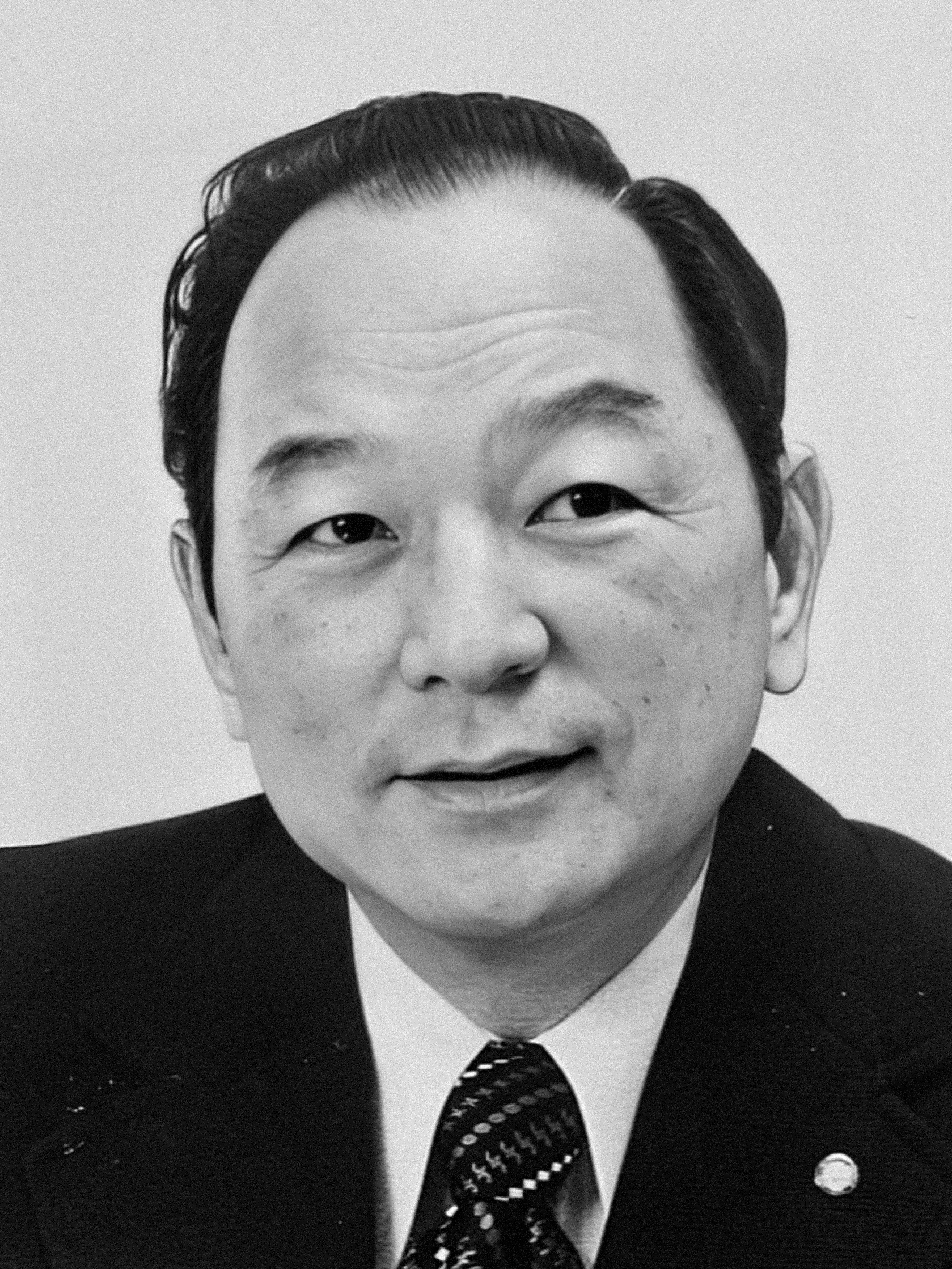
Spark Matsunaga (1972)

Spark Masayuki Matsunaga (jap. 松永 正幸, Matsunaga Masayuki; * 8. Oktober 1916 in Kukuiula, Hawaii; † 15. April 1990 in Toronto, Ontario, Kanada) war ein US-amerikanischer Politiker (Demokratische Partei), der von 1977 bis 1990 den US-Bundesstaat Hawaii als US-Senator vertrat. Während seiner Amtszeit wurde die Commission on Wartime Relocation and Internment of Civilians geschaffen.

## Werdegang
Matsunaga verpflichtete sich im Juli 1941 bei der United States Army, wo er nach Eintritt der Vereinigten Staaten in den Zweiten Weltkrieg zweimal verwundet wurde. Er diente in dieser Zeit im 442. Infanterieregiment und bekleidete zuletzt den Dienstgrad eines Captains. Nach dem Krieg verließ er die Army und ging auf die Harvard Law School, wo er 1951 graduierte. In den folgenden Jahren war er als Staatsanwalt und privater Sachverwalter tätig. Ferner war er ein Mitglied der hawaiischen Eigenstaatlichkeitsdelegation im US-Kongress und des territorialen Parlaments. Dann wurde er 1962 in das US-Repräsentantenhaus gewählt, wo er bis 1976 tätig war. Im nachfolgenden Jahr wurde er in den US-Senat gewählt, wo er bis zu seinem Tod tätig war.
Matsunaga litt zuletzt an Prostatakrebs und ließ sich deswegen im Toronto General Hospital behandelt, jedoch verstarb er dort. Daraufhin wurde er eingeäschert und seine Asche nach Hawaii überführt.

## Ehrungen
- Eine Bronzestatue von ihm steht im Spark M. Matsunaga International Children's Garden For Peace im Storybook Theatre of Hawaii.[2]
- Eine Grundschule in Germantown, Maryland wurde nach ihm benannt.[3]